# Call of Duty: Infinite Warfare
Call of Duty: Infinite Warfare (рус. Зов Долга: Бесконечная Война) — фантастический шутер от первого лица, в сеттинге недалёкого будущего, разработанный американской компанией Infinity Ward и изданный компанией Activision. Является тринадцатой по счёту основной игрой серии Call of Duty. Игра вышла 4 ноября 2016 года.

## Сюжет
Действия одиночной компании, в отличие от других игр серии, происходят уже далеко за пределами нашей планеты. Земляне, которым сильно не хватало ископаемых и ресурсов, отправились искать их в других местах Солнечной системы. Все бы хорошо, если бы далеко от планеты Земля, на Марсе, не зародилось движение колонизаторов-повстанцев, жаждущих власти. Никто не был готов к тому, что это движение, назвавшее себя Фронтом Обороны Поселений (Settlement Defence Front, SDF), собрало огромную армию и начало длительную и жестокую войну с Землёй, надеясь захватить бразды правления в свои руки.
2187 год. На спутник Юпитера — Европа — отправлена группа бойцов спецподразделения SCAR (Special Combat Air Recon) с целью разузнать внезапную потерю связи с расположенным на нём военном объекте SATO (Solar Associated Treaty Organization). Проникнув туда, они обнаруживают, что объект захвачен войсками SDF. Бойцы решают уничтожить комплекс, чтобы заодно покончить с находящимся там новым прототипом оружия. Им это удаётся, однако всех рассекречивают и членам отряда приходится с боем эвакуироваться. Доставившего их пилота сбивают враги, а вскоре комплекс повреждается и бойцов из-за разгерметизации вытягивает наружу, где их по приказу лидера SDF — адмирала Салена Котча — убивают вражеские солдаты.
После 18 часов отсутствия связи, новость доходит до главнокомандующего флотом SATO в Женеве — адмирала Фредерика Рейнза. Также об этом узнаёт и командир отряда SCAR, коим является лейтенант Ник Рейес. Он заявляет, что на задание должна была быть отправлена большая ударная группа, но адмиралу удаётся разъяснить, по какой причине запрещено применение в таких случаях крайних мер. Лейтенант уходит на празднование Недели Флота, по пути к нему присоединяется его напарница Нора Солтер, а позже они встречают ещё одного напарника, кем оказывается E3N (сокращённо Итан) — Улучшенный Тактический Гуманоид, приписанный к экипажу корабля «Возмездие». Однако вскоре праздник внезапно прерывается — орудия AATIS, обороняющие Женеву, открывают огонь по дружественному флоту. Сразу же прибывают корабли SDF и нападают на главную башню. Ценой больших потерь среди флота UNSA, отряду SCAR удаётся вернуть над ними контроль и захватить взломавшего их оперативника, коим оказывается спящий агент SDF по имени Акил Мин Райя. После выхода на земную орбиту, корабли SATO разбивают напавший на них вражеский флот, но неожиданно прибывший суперкрейсер SDF «Олимп» уничтожает их всех. Целыми остаются лишь два корабля — «Возмездие» и «Тигр». Совместными усилиями им удаётся отогнать «Олимп» от своей позиции. Связавшийся с экипажами адмирал Рейнз ставит основную задачу — выиграть для Земли время, пока идёт восстановление флота. Лейтенант Рейес получает звание капитана и назначается командующим «Возмездия», заменяя погибшего в бою капитана Джона Олдера.
После получения приказа, все бойцы незамедлительно начинают действовать. Первой же успешно проведённой операцией становится освобождение лунного порта UNSA и уничтожение корабля SDF «Арес», с которого Итану удаётся забрать карту Солнечной системы с расположением на ней вражеских кораблей. Пользуясь этой картой, «Возмездие» выполняет ряд заданий на различных планетах, после чего приступает к следующей важной миссии. По указанию адмирала Рейнза, необходимо максимально снизить боеспособность SDF. Для этого отряд с «Возмездия» направляется на спутник Сатурна — Титан — с целью уничтожения ключевой вражеской топливной базы. По прибытии на спутник, группа проводит разведку и отмечает место для посадки транспортных летательных аппаратов, которые привозят бронетехнику. С их помощью бойцы прорывают оборону врага на нефтезаводе и прорываются к главной топливной башне, однако теряют бронетехнику из-за внезапной атаки «Олимпа». Им все же удаётся выполнить задачу, уничтожив башню с воздуха, но, по возвращении на корабль, истребитель капитана Рейеса сбивают и ему приходится катапультироваться, а заодно приказать «Возмездию» отступить. Позже его спасает капитан Ферран с «Тигра» и возвращает на корабль, где он сразу же отправляется на новое задание.
Следующим заданием отряда SCAR становится спасение шахтёров с очень опасного места — астероида Веста-3, неизвестно как сошедшего с орбиты и летящего на Солнце. Отыскав их в шахтах, они узнают, что во всем виноват «Олимп» — ему удалось залпом орудий сбить астероид с курса, а также перепрограммировать роботов охраны. Гражданских удаётся вывести, однако при попытке спасти одного из раненых шахтёров, погибает штаб-сержант Омар. Вскоре все узнают, что миссия оказывается была лишь отвлекающим манёвром для SDF, чьим кораблям удаётся уничтожить «Тигр». Рейес принимает новое решение — отомстить за уничтожение «Тигра», заманив вражеский флот прямо в Женеву и уничтожив его.
Главной целью в новом задании становится оперативник Акил Мин Райя. Как выяснилось, при осмотре у него обнаружили вживлённый транспондер, передающий сигналы флоту SDF. Союзники решают воспользоваться этим, вытащив из его тела маячок и разрушив его. Потеряв сигнал, враги прилетят в Женеву и будут уничтожены орудиями AATIS. Однако план едва не проваливается — Райя сбегает, взрывает орудия, сам вытаскивает маячок и раскалывает его, после чего умирает. Несмотря на гибель адмирала Рейнза, погибшего в результате обстрела главного штаба из орудий «Олимпа», группе SCAR удаётся захватить крейсер, убить самого адмирала Салена Котча и направить корабль прямо к Марсу.
Последний шаг является практически самоубийственным — используя «Олимп» в качестве троянского коня, прорваться и уничтожить главную стратегическую цель SDF — орбитальную верфь. Израсходовав все оружейные ресурсы, Рейес принимает решение просто протаранить верфь, но крейсер, не выдержав натиска вражеских кораблей, терпит крушение при столкновении с «Возмездием», так и не долетев до верфи. Оба корабля падают на поверхность Марса и большая часть солдат погибает. Собрав все оставшиеся силы в кулак, капитан решает подняться на верфь с помощью космического лифта, предварительно прорвав вражескую оборону. Неся тяжёлые потери, отряду все же удаётся добраться до лифта и подняться наверх. Для уничтожения верфи группа отправляется на вооружённый эсминец, а Рейес — в штаб, чтобы активировать его вооружение. Зачистив зал, он связывается с Итаном, который говорит, что для начала нужно освободить корабль от захватов. Тот направляется к ядру, вытаскивает из него конденсатор, после чего самоуничтожается, чтобы воспламенить его и начать цепную реакцию, которая освобождает корабль. После активации системы наведения, Рейес приказывает Солтер расстрелять его позицию. Она сначала категорически отказывается, но другого выбора нет и она все же выполняет приказ. Капитана высасывает в открытый космос и он успевает увидеть долгожданный взрыв верфи, прежде чем он погибает от осколка, который разрушает стекло его шлема.
После подрыва верфи на орбите Марса Нора Солтер, уже на Земле, отдаёт честь всем павшим в бою около Мемориальной доски и уходит, после камера направляется на саму доску и на ней виднеются имена большинства погибших персонажей, в том числе и Ника Рейеса. В самоубийственной миссии на Марсе из всего экипажа "Возмездия" выжило всего 4 человека.

В эпилоге павшие члены экипажа "Возмездия" зачитывают свои прощальные письма, записанные ранее для семей на случай их гибели. Они просят прощения за то что не смогли вернуться домой но гордятся тем что отдали свои жизни ради мира на родной планете.

## Процесс выхода игры

### Первая информация
11 февраля 2016 года компания Activision опубликовала финансовый отчёт по доходам в прошедшем четвёртом квартале 2015 года в котором говорилось, что новая игра в серии Call of Duty, разрабатываемая студией Infinity Ward, ожидается к выпуску в четвёртом квартале 2016 года.
26 апреля 2016 года в магазине цифровой дистрибуции PlayStation Store на консоли PlayStation 4 в Северной Америке, вероятно из-за ошибки, в списке ожидаемых игр присутствовала строка Call of Duty: Infinite Warfare. Вскоре строка была удалена из анонсов. На следующий день, 27 апреля, появилась информация, что новая игра серии с подзаголовком Infinite Warfare, будет официально анонсирована 3 мая. В тот же день на сайте Reddit, один из пользователей, опубликовал изображение промо-листовки игры для магазинов сети Target на котором была дата выхода игры — 4 ноября 2016 года, а также информация о том, что расширенное издание «Legacy Edition» будет включать обновлённую версию игры Call of Duty 4, вышедшей в 2007 году под названием Call of Duty: Modern Warfare — Remastered. Вскоре аккаунт пользователя выложивший промо-листовку, был удалён. 29 апреля появился постер Call of Duty: Infinite Warfare с информацией о предварительном заказе на PlayStation 4 в Канаде. Помимо указанных на нём ценах в канадских долларах за стандартное и расширенное издание, на нём сообщалось, что мультиплеер обновлённой версии Modern Warfare — Remastered будет включать только 10 самых популярных карт из оригинальной игры.
30 апреля 2016 года после обновления Call of Duty: Black Ops III, игроки стали замечать скрытую рекламу и «пасхальные яйца» в многопользовательской игре, намекающие на скорый анонс новой игры серии. Позднее этим же днём на официальном канале «Call of Duty» на видеохостинге YouTube, был опубликован первый полуминутный тизер, под названием «Know Your Enemy» (рус. Знай своего врага). В тизере был показан один из персонажей игры, позднее опознанный сообществом как американский актёр Питер Уэллер, известный по фильму «Робокоп», 1987 года. 1 мая вышел второй тизер «We can still fight back!» (рус. Мы все ещё в силах сопротивляться!), длительностью 15 секунд.

### Анонс игры
2 мая 2016 года на сайте Hulu, раньше времени стал доступен первый дебютный трейлер Call of Duty: Infinite Warfare. В трейлере звучит кавер-версия композиции «Space Oddity», Дэвида Боуи. Вскоре игра была официально анонсирована Activision и опубликована расширенная версия трейлера, длительностью более трёх минут, включающий также кадры из Call of Duty: Modern Warfare — Remastered. Заявленная дата выхода игры — 4 ноября 2016 года. Также будет совместный режим до четырёх игроков и будут возвращены особенности из предыдущих частей серии, например: особенности Зомби-режима из игр World at War, Black Ops, Black Ops II и Black Ops III, способности из Экзо-Выживания из Advanced Warfare и особенности из режима "Спецоперации" из игры Modern Warfare 2 и Modern Warfare 3. Данный совместный режим является аналогом Зомби-режима предыдущих частей Call Of Duty с большими изменениями.

## Отзывы и продажи
| Сводный рейтинг       | Сводный рейтинг                           |
| Агрегатор             | Оценка                                    |
| --------------------- | ----------------------------------------- |
| GameRankings          | (PC) 59,00 % (PS4) 77,82 % (XONE) 77,45 % |
| Metacritic            | (PC) 72/100 (PS4) 78/100 (XONE) 79/100    |
| Иноязычные издания    |                                           |
| Издание               | Оценка                                    |
| Destructoid           | 7/10                                      |
| EGM                   | 7/10                                      |
| Game Informer         | 9/10                                      |
| GameSpot              | 8/10                                      |
| GamesRadar+           | [ 26 ]                                    |
| PC Gamer (US)         | 48/100                                    |
| VideoGamer            | 9/10                                      |
| Русскоязычные издания |                                           |
| Издание               | Оценка                                    |
| 3DNews                | 8/10                                      |
| PlayGround.ru         | 7,5/10                                    |
| Riot Pixels           | 77 %                                      |
| StopGame.ru           | Изумительно                               |
| «Игромания»           | 8/10                                      |
| «Игры Mail.ru»        | 7,5/10                                    |
| «Канобу»              | 8/10                                      |
| «НИМ»                 | 8/10                                      |
| Gameguru.ru           | 8/10                                      |

Летом 2018 года, благодаря уязвимости в защите Steam Web API, стало известно, что точное количество пользователей сервиса Steam, которые играли в игру хотя бы один раз, составляет 869 560 человек.